# Порјечина
Порјечина је насељено мјесто у општини Петрово, Република Српска, БиХ. Према прелиминарним подацима пописа становништва 2013. године, у насељеном мјесту Порјечина укупно је пописано 492 становника.

## Географија
Налази се на падинама планине Озрен, окружена је ријеком Спречом. Од Петрова је удаљена 5 до 7 километара. Источно од Порјечине налази се Калуђерица, а јужно је Кртова. У близини се налази вис Градишник. Неки од засеока у Порјечини су: Бјелани и Тодоровићи.

## Назив
Кроз насеље протичу двије ријеке, Пониква и Порјечина, по којој је и добило назив.

## Историја
Први пут се помиње око 1570. године, када је забиљежено да у насељу живи 14 хришћанских домаћинстава. Године 1876. је забиљежено преко 300 становника у преко 40 домаћинстава. Порјечина се од 1971. до 1992. године налазила у саставу општине Грачаница.

## Култура
У насељу се налази храм Српске православне цркве посвећен Рођењу пресвете Богородице. Изградња цркве је започета 1990. а 2004. је завршена. Слава Порјечине је Молитва, која се слави 7 дана прије Спасовдана.

## Образовање
Протојереј Српске православне цркве Ђорђије (Георгије) Марјановић је од аустроугарских власти добио дозволу за отварање школе, која је отворена 4. септембра 1894. године. Ово је најстарија школа на подручју планине Озрен.

## Привреда
Становниптво се највише бави узгојом пилића и говеда.

## Становништво
У Порјечини према подацима из 2011. године, живи око 560 становника. Према подацима из 2011, ранијих година је преко 60 породица одселило у Петрово, 20 у Србију, и више од 20 широм свијета. Током распада Југославије и грађанског рата, страдало је 36 становника.
| Националност       | 1991. | 1981. | 1971. | 1961. |
| Срби               | 795   | 826   | 926   | 860   |
| Југословени        | 14    | 5     | 6     |       |
| Муслимани          | 1     | 2     |       | 2     |
| Црногорци          |       |       | 2     |       |
| Хрвати             | 1     |       | 1     | 1     |
| остали и непознато | 8     | 9     | 7     |       |
| Укупно             | 819   | 842   | 940   | 863   |

| Демографија | Демографија | Демографија |
| Година      | Становника  | Становника  |
| ----------- | ----------- | ----------- |
| 1948.       | 702         |             |
| 1953.       | 742         |             |
| 1961.       | 863         |             |
| 1971.       | 940         |             |
| 1981.       | 842         |             |
| 1991.       | 819         |             |
| 2013.       | 492         |             |

## Презимена
- Марјановић (доселили се 1881. године из Мичијевића), славе Аранђеловдан[1] Породица је у прошлости носила назив Марјановићи-Поповићи, пошто су многи чланови били свештеници Српске православне цркве.[1]
- Костић, славе Аранђеловдан[1]
- Максимовић, славе Аранђеловдан[1]
- Лазаревић, славе Јовандан[1]
- Недељковић, славе Јовандан[1]
- Станишић, славе Јовандан[1]
- Мишановић, славе Јовандан[1]
- Стевић, славе Јовандан[1]
- Стефановић, славе Јовандан[1]
- Благојевић, славе Врачеве[1]
- Деспотовић, славе Никољдан[1]
- Јосиповић, славе Никољдан[1]
- Ђурић, славе Ђурђевдан[1]
- Илић, славе Светог Симеуна[1]
- Гаврић[1]